# Gamasiphoides linealis
Gamasiphoides linealis är en spindeldjursart som beskrevs av Wolfgang Karg 1976. Gamasiphoides linealis ingår i släktet Gamasiphoides och familjen Ologamasidae. Inga underarter finns listade i Catalogue of Life.